# علی‌اصغر حداد
علی‌اصغر حدّاد (زادهٔ ۲۴ اسفند ۱۳۲۹ در محله راه کوشک قزوین) مترجمِ ایرانی است. او بیشتر به خاطر ترجمه داستان‌های آلمانی و آلمانی زبان شناخته شده‌است. 

## زندگی
علی‌اصغر حداد دوران ابتدایی و سال‌های اول دبیرستان را در قزوین گذراند. وی کلاس هشتم دبیرستان بوده که با خانواده به تهران مهاجرت می‌کند. کلاس نهم را در دبیرستانی در تهران می‌گذراند. خودش می‌گوید: «انبوه درس‌های حفظ‌کردنی، «زنگ انشا، تاریخ و جغرافیای» هیچ و پوچ باعث شد از درس و مدرسه زده شوم. به شعر و داستان سخت علاقه‌مند بودم، اشعار نیما را می‌خواندم، «افسانه» را از حفظ بودم، حافظ را خوب نمی‌فهمیدم، مولانا شور در دلم می‌انگیخت، جنگ و صلح تولستوی، ژان کریستف رومن رولان، خوشه‌های خشم جان استاین‌بک جهان رمان به‌طور کل، مفری بود برای گریز از ملالت «درس و مدرسه».» و سرانجام این ملالت باعث می‌شود تا وی ترک تحصیل کند. چندی بعد سال‌های آخر دبیرستان را با سختی درس می‌خواند و دیپلم می‌گیرد. سپس هجده ماه به خدمت سربازی می‌رود و بعد به آلمان مهاجرت می‌کند. مدرک فوق لیسانس خود را در برلین غربی اخذ می‌کند در رشته جامعه‌شناسی با گرایش «کشورهای در حال توسعه» سپس در سال ۱۳۵۹ به ایران بازمی‌گردد و به تدریس زبان آلمانی و ترجمه متون ادبی مشغول می‌شود. مهدی سحابی نوه عمه وی، و محمود حدادی پسر دایی اش می‌باشند.

## ترجمه‌ها
- م‍ع‍ج‍زهٔ اش‍ت‍ی‍اق‌. ت‍ه‍ران: ت‍ج‍رب‍ه‏‫، ۱۳۷۶. شابک ‎۹۶۴-۶۴۸۱-۱۹-۱
- ب‍رن‍ه‍ارت، ت‍وم‍اس. ج‍ش‍ن ت‍ول‍د ب‍وری‍س‌. ت‍ه‍ران: ت‍ج‍رب‍ه: دف‍ت‍ر وی‍راس‍ت‍ه، ۱۳۷۶.
- ب‍رن‍ه‍ارت، ت‍وم‍اس. ی‍ائ‍ورگ‌. ت‍ه‍ران: ت‍ج‍رب‍ه‏‫، ۱۳۷۹. شابک ‎‭۹۶۴-۷۲۰۴-۰۸-۶‬
- ب‍ک‍ر، ی‍ورک. ی‍ع‍ق‍وب ک‍ذاب‌. ت‍ه‍ران: م‍اه‍ی ‏‫، ۱۳۸۴. شابک ‎۹۶۴-۷۹۴۸-۷۸-۶
- دوبلین، آلفرد. برلین، الکساندرپلاتس. تهران: لاهیتا‏‫، ‏‫۱۳۹۸. شابک ‎۹۷۸-۶۰۰-۹۵۶۱۸-۴-۱
- دورنمات، فریدریش و دیگران. مجموعهٔ نامرئی. تهران: ماهی‏‫، ۱۳۸۸. شابک ‎‏‫‭۹۷۸-۹۶۴-۹۹۷۱-۱۲-۴‬‬
- زگ‍رس، آن‍ا. مرده‌ها جوان می‌مانند. ت‍ه‍ران: ن‍ش‍ر اش‍اره، ۱۳۷۲.
- روله، یورگن. ادبیات و انقلاب: نویسندگان روس، آلمان و از آسیا تا آمریکا. تهران: انتشارات نیلوفر، ۱۴۰۱.
- ری‍ل‍ک‍ه، رای‍ن‍رم‍اری‍ا. داس‍ت‍ان‍ی ب‍رای ت‍اری‍ک‍ی‌. ت‍ه‍ران: ت‍ج‍رب‍ه، ۱۳۸۱. شابک ‎۹۶۴-۷۲۰۴-۳۳-۷
- ش‍ن‍ی‍ت‍س‍ل‍ر، آرت‍ور. بازی در سپیده دم و رؤیا. تهران: نیلوفر‏‫، ۱۳۹۱. شابک ‎‭۹۷۸-۹۶۴-۴۴۸-۴۳۲-۲‬‬
- ش‍ن‍ی‍ت‍س‍ل‍ر، آرت‍ور. خانم بیاته و پسرش. تهران: انتشارات ماهی، ۱۳۹۸. شابک ‎‏‫‫‬‭۹۷۸-۹۶۴-۲۰۹-۳۲۴-۳‬‬
- ش‍ن‍ی‍ت‍س‍ل‍ر، آرت‍ور. دیگری. تهران: انتشارات ماهی، ‏‫۱۳۹۵. شابک ‎۹۷۸-۹۶۴-۷۹۴۸-۳۳-۳
- ش‍ن‍ی‍ت‍س‍ل‍ر، آرت‍ور. ‏‫مردن‬‏. تهران‬‏‫: انتشارات ماهی‬‏‫، ‏‫۱۳۹۷. شابک ‎۹۷۸-۹۶۴-۲۰۹-۳۰۰-۷
- ف‍ری‍ش، م‍اک‍س. اشتیلر. ‏‫تهران‬‏‫: ماهی‬‏‫، ۱۳۸۹. شابک ‎‭‭‬۹۷۸-۹۶۴-۷۹۴۸-۹۱-۳
- ک‍اف‍ک‍ا، ف‍ران‍ت‍س. آمریکا: مفقودالاثر. تهران: ماهی‏‫، ۱۳۹۰‬. شابک ‎‭۹۷۸-۹۶۴-۲۰۹-۰۸۱-۵‬‬
- ک‍اف‍ک‍ا، ف‍ران‍ت‍س. ب‍ل‍وم ف‍ل‍د، ع‍زب م‍ی‍ان س‍ال‌. ت‍ه‍ران: ت‍ج‍رب‍ه، ۱۳۸۰. شابک ‎۹۶۴-۶۴۸۱-۳۴-۵
- ک‍اف‍ک‍ا، ف‍ران‍ت‍س. داس‍ت‍ان‌ه‍ای ک‍وت‍اه‌. ت‍ه‍ران: ت‍ج‍رب‍ه‏‫، ۱۳۷۷–۱۳۷۸. شابک ‎۹۶۴-۶۴۸۱-۴۶-۹‬
- ک‍اف‍ک‍ا، ف‍ران‍ت‍س. قصر. تهران: ماهی‏‫، ‏‫۱۳۸۸. شابک ‎‏‫‬‭۹۷۸-۹۶۴-۲۰۹-۰۲۳-۵‬
- ک‍اف‍ک‍ا، ف‍ران‍ت‍س. مسخ و داستان‌های دیگر. تهران: انتشارات ماهی‏‫، ۱۳۸۹. شابک ‎۹۷۸-۹۶۴-۹۹۷۱-۵۵-۱
- ک‍اف‍ک‍ا، ف‍ران‍ت‍س. ‏‫محاکمه. ‫تهران‬‏‫: انتشارات ماهی‬‏‫، ۱۳۸۸. شابک ‎۹۷۸-۹۶۴-۹۹۷۱-۵۴-۴
- کوبین، آلفرد. سوی دیگر. تهران: انتشارات ماهی‏‫، ۱۳۹۴. شابک ‎۹۷۸-۹۶۴-۲۰۹-۲۳۸-۳
- گ‍راس، گ‍ون‍ت‍ر. رف‍ت و ب‍رگ‍ش‍ت ب‍ه ت‍اخ‍ت‌. ت‍ه‍ران: ت‍ج‍رب‍ه، ۱۳۷۹. شابک ‎۹۶۴-۶۴۸۱-۹۰-۶‬
- م‍ان، ت‍وم‍اس. ب‍ودن‍ب‍روک‌ه‍ا: زوال ی‍ک خ‍ان‍دان. ت‍ه‍ران: م‍اه‍ی‏‫، ۱۳۸۳. شابک ‎۹۶۴۷۹۴۸۰۲۶‭‬
- ه‍ان‍ت‍ک‍ه، پ‍ت‍ر. اه‍ان‍ت ب‍ه ت‍م‍اش‍اگ‍ر. ت‍ه‍ران: ت‍ج‍رب‍ه، ۱۳۷۷. شابک ‎۹۶۴-۶۴۸۱-۲۲-۱‬
- ه‍ان‍ت‍ک‍ه، پ‍ت‍ر. غ‍ی‍ب‌گ‍وی‍ی. ت‍ه‍ران: ت‍ج‍رب‍ه‏‫، ۱۳۷۷. شابک ‎۹۶۴-۶۴۸۱-۳۷-X
- ه‍ان‍ت‍ک‍ه، پ‍ت‍ر. ک‍اس‍پ‍ار. ت‍ه‍ران: اف‍ک‍ار: ت‍ج‍رب‍ه، ۱۳۸۲. شابک ‎۹۶۴-۷۸۵۸-۳۳-۷
- ه‍ان‍ت‍ک‍ه، پ‍ت‍ر. م‍ح‍اک‍م‍ه‌. ت‍ه‍ران: ت‍ج‍رب‍ه، ۱۳۸۰. شابک ‎۹۶۴-۶۴۸۱-۳۸-۸
- ه‍ان‍ت‍ک‍ه، پ‍ت‍ر. ‏‫اهانت به تماشاگر. تهران: نشر چشمه‏‫، ۱۳۹۶. شابک ‎۹۷۸-۶۰۰-۲۲۹-۵۹۵-۸
- ه‍س‍ه، ه‍رم‍ان. کلاین و واگنر. تهران‏‫: نشر کوچک‏‫، ۱۳۸۹. شابک ‎‏‫۹۷۸-۹۶۴-۵۵۸۹-۴۸-۴
- والزر، روبرت. دستیار. تهران: نیلوفر‏‫، ‏‫۱۳۹۶. شابک ‎‭۹۷۸-۹۶۴-۴۴۸-۷۲۵-۵‬‬‬
- وینکلر، جوزف. وقت رفتن. تهران: انتشارات ماهی‏‫، ۱۳۹۷. شابک ‎‏‫‭۹۷۸-۹۶۴-۲۰۹-۳۱۹-۹‮‬
- بروخ، هرمان. خواب‌گردها.

## افتخارات
- بالاترین نشان افتخار فرهنگی کشور اتریش در سال ۱۳۹۷